# شهرك صنعتي (بالا خيابان ليتكوة)
شهرك صنعتي (بالفارسية: شهرک صنعتی) هي قرية تقع في إيران في قسم بالا خیابان لیتکوة الريفي. يقدر عدد سكانها بـ 15 نسمة .